# Mesoscincus schwartzei
Mesoscincus schwartzei es una especie de lagarto que pertenece a la familia Scincidae. Es nativo del sur de México, Belice, y Guatemala. Su rango altitudinal oscila entre 0 y 300 m s. n. m..